# گونلین روتنبرگر
گونلین روتنبرگر (به هلندی: Gonnelien Rothenberger) با نام تولد هونکه آنتوانت آرنولدا یوهانا آدریانا روبرتینه هوردین (زادهٔ:۱ ژوئن ،۱۹۶۹  در شهرویرت ،لیمبورخ) یک سوارکار درساژ اهل کشور آلمان است. وی با سون روتنبرگر ازدواج کرده است. او به همراه همسرش و انکی فان گرونسون و تینکه بارتل در تیم هلند به مدال تیمی نقره بازی‌های المپیک تابستانی ۱۹۹۶ دست یافتند. در رقابتهای انفرادی نیز او ردهٔ ۱۶ام را به خود اختصاص داد.